# Hey, Hey, What Can I Do
«Hey, Hey, What Can I Do» — песня британской рок-группы Led Zeppelin, она была выпущена синглом на стороне «Б» песни «Immigrant Song» за пределами Великобритании.

## О песне
Это единственная песня, которая не была выпущена ни на одном из альбомов группы до их распада в 1980 году, она появляясь на сборнике различных артистов Atlantic Records UK LP record, The New Age of Atlantic, выпущенном в 1972 году. Песня была впервые представлена на CD в сентябре 1990 года на 4 дисковом Led Zeppelin Boxed Set сборнике.
Первоначальные 7-дюймовые одиночные присеты песни отличались длинным постепенным угасанием, которыми внезапно оканчивалась акустическая гитара. Последующие присеты быстрее спадали, по-видимому, чтобы избежать внезапного конца. Эта версия была включена на каждом CD издание до 2015 года. Расширенное издание Coda 2015 года отличается ещё более коротким затуханием, исключающим полностью окончание акустической гитары.
В 1992 году, в день 20-й годовщины выпуска «Immigrant Song» и «Hey, Hey What Can I Do» была выпущена «винил-реплика» CD сингла. В 1993 песня «Hey, Hey What Can I Do» была включена в The Complete Studio Recordings 10 дисковый сет, в качестве одного из четырёх бонусов на альбоме Coda. В 2015 году песня была также включена на одном из двух дисков переиздания Coda.

## Живые выступления
Led Zeppelin никогда не исполняли эту песню в живую; как бы то ни было Джимми Пейдж и Роберт Плант исполняли её в 1995 году и 1996 годах в сопровождающемся туре к их живому альбому 1994 года No Quater: Jimmy Page and Robert Plant Unledded. Пейдж также исполнял эту песню с группой The Black Crowes на их альбоме 2000 года Live at the Greek.